# روبرت بيتري
روبرت بيتري (بالرومانية: Robert Petre)‏ (27 أبريل 1997 في رومانيا - ) هو لاعب كرة قدم روماني في مركز الدفاع.

## وصلات خارجية
- روبرت بيتري على موقع قاعدة بيانات كرة القدم.إي يو (الإنجليزية)
- روبرت بيتري على موقع Soccerway.com (الإنجليزية)